# Уметничка терапија
Арт терапија (или уметничка терапија) је употреба сликарства, вајарства и других креативних форми изражавања у третману особа са емоционалним проблемима. Често се користи код институционализованих клијената, али се сматра да је ефективна и код здравих људи који желе да поделе своје креативне склоности као средство побољшања личног раста и развоја. Арт терапија се користи у групном социјалном раду и групној терапији.